# Файнберг, Михаил Лазаревич
Михаи́л Ла́заревич Фа́йнберг (1920—1971) — известный ленинградский архитектор.

## Биография
Михаил Лазаревич Файнберг учился в Ленинградском инженерно-строительном институте (ЛИСИ) с 1939 года. С 1 июля 1941 года по 1945 год сражался на фронте, в качестве старшего сержанта военно-строительного отряда. Участник боев под Москвой, Ржевом, Сталинградом. Был контужен. Oкончил ЛИСИ в 1948-м году. Проектировал жилые и общественные здания во многих городах СССР, разрушенных в годы войны. Помимо этого, являлся автором санаториев, домов отдыха и пионерских лагерей.

## Избранные проекты и постройки
- Проекты восстановления города Гомеля, с лета 1945 года
- Общежитие на Новороссийской улице (совместно с В. В. Горбачевым)
- Санаторий «Трудовых резервов» (совместно с В. В. Горбачевым)
- Реконструкция Домов культуры имени Первой пятилетки и имени Газа и стадиона «Динамо» (совместно с В. В. Горбачевым)
- Гостиница «Кавказ» в Сочи (совместно с В. В. Горбачевым)
- Оздоровительный комплекс «Небуг» близ Туапсе (совместно с И. П. Шмелевым и В. Б. Фабрицким)
- Пионерские лагеря: «Кабардинка» и «Орленок» (1960-е) близ Геленджика и «Молодая гвардия» у северного въезда в Одессу